# بيلي كوان (لاعب كرة قاعدة)
بيلي كوان (بالإنجليزية: Billy Cowan)‏ هو لاعب كرة قاعدة أمريكي، ولد في 28 أغسطس 1938 في كالهون سيتي في الولايات المتحدة.

## وصلات خارجية
- بيلي كوان على موقع دوري كرة القاعدة الرئيسي (الإنجليزية)
- بيلي كوان على موقعبيزبول رفرنس.كوم (الدوري الرئيسي) (الإنجليزية)
- بيلي كوان على موقع إي إس بي إن.كوم (أم.أل.بي) (الإنجليزية)
- بيلي كوان على موقع مشجعي الرسوم البيانية (الإنجليزية)